# Match URSS - Reste du monde

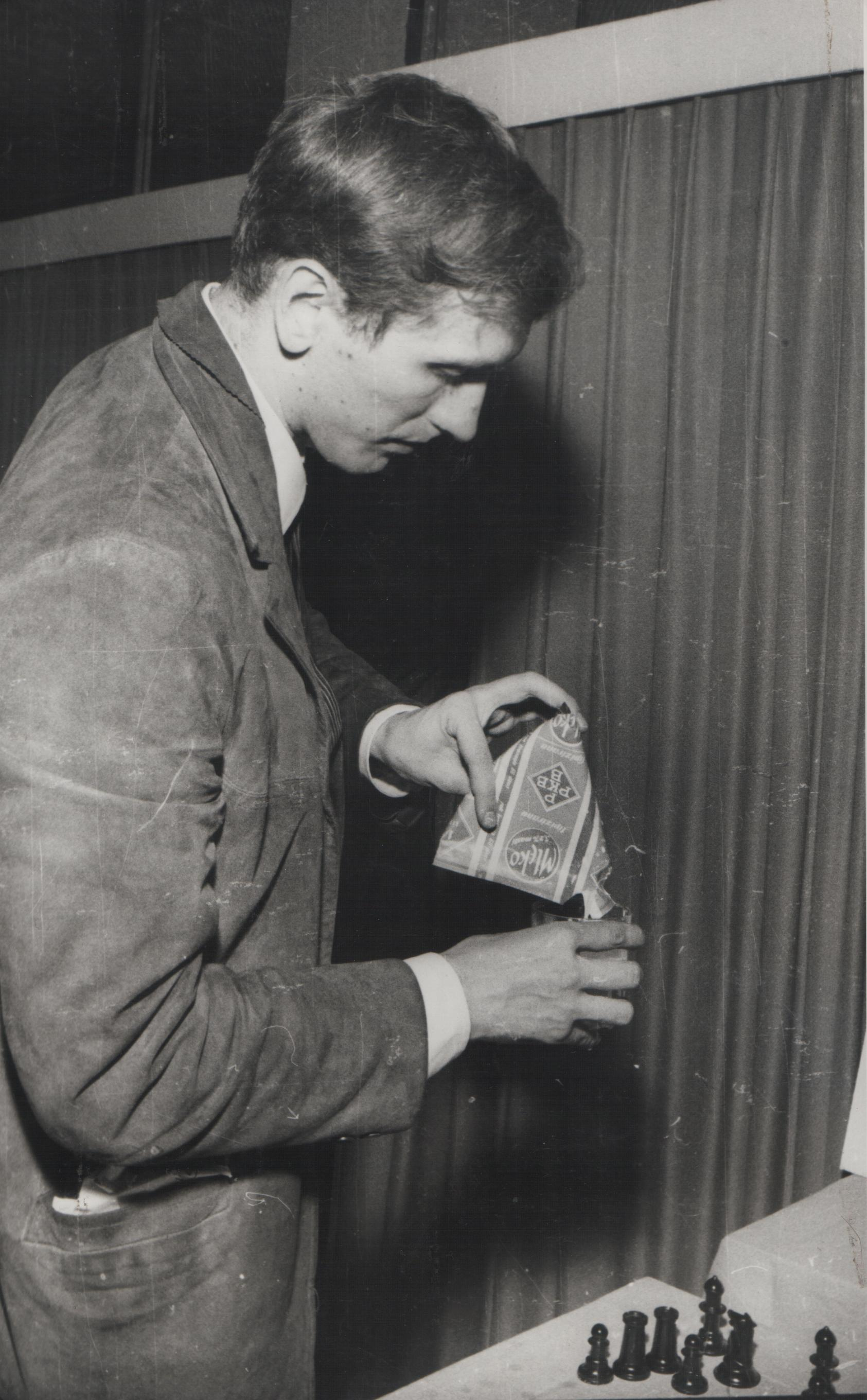
Bobby Fischer lors du match URSS-Reste du monde de 1970 à Belgrade, en Yougoslavie à l'époque.

Le match URSS contre le Reste du monde est une compétition d'échecs disputée entre une équipe des meilleurs joueurs soviétiques et les meilleurs joueurs du reste du monde. Le match eut lieu pour la première fois en 1970 à Belgrade et un match revanche fut organisé à Londres en 1984. 
Les matchs-tournois de 1970 et 1984, baptisés « matchs du siècle », étaient disputés en quatre rondes. Lors de chaque ronde, dix joueurs de l'équipe soviétique affrontaient sur dix échiquiers les dix meilleurs joueurs occidentaux. Chacune des équipes comprenait dix joueurs et deux remplaçants. L'URSS, dont les équipes comprenaient plusieurs champions du monde, l'emporta à chaque fois par un faible écart : 20,5 à 19,5 en 1970 et 21 à 19 en 1984.
En décembre 1988, un match de bienfaisance URSS - Reste du monde en parties rapides fut disputé à Madrid. L'équipe soviétique était dirigée par Garry Kasparov (elle ne comprenait pas Anatoli Karpov) et celle du Reste du monde par Viktor Kortchnoï. Les Soviétiques l'emportèrent 32,5 à 31,5.
En 2002, après la chute de l'Union soviétique, un match-tournoi Russie - Reste du monde de parties rapides fut organisé à Moscou. Le Reste du monde qui comprenait des joueurs des anciennes républiques soviétiques remporta le match 52 à 48.

## Match de 1970
Le premier match eut lieu du 29 mars au 5 avril 1970 à Belgrade. Il fut annoncé comme le « match du siècle ». L'arbitre était Božidar Kažić.
En 1970, l'équipe d'URSS comprenait le champion du monde en titre Boris Spassky, quatre anciens champions du monde : Tigran Petrossian, Mikhaïl Botvinnik, Mikhaïl Tal et Vassily Smyslov. Elle comprenait également deux joueurs qui avaient disputé un championnat du monde : Paul Keres et David Bronstein (qui était réserviste). Trois autres membres de l'équipe : Viktor Kortchnoï, Efim Geller et Mark Taïmanov avaient participé à des tournois des candidats. Leonid Stein avait remporté trois championnats d'URSS et avait participé à trois tournois interzonaux. Lev Polougaïevski avait terminé trois fois de suite premier du championnat d'URSS et était qualifié pour le tournoi interzonal de 1970.
L'équipe du Reste du monde ne comprenait aucun champion du monde mais était dirigée par l'ancien champion du monde Max Euwe qui annonça la composition de l'équipe. Pour la première fois, le classement Elo fut utilisé pour sélectionner les joueurs. Parmi les joueurs de l'équipe du Reste du monde, seul Samuel Reshevsky avait disputé une finale du championnat du monde. Six autres joueurs, Bent Larsen, Bobby Fischer, Lajos Portisch, Svetozar Gligoric, Miguel Najdorf et Friðrik Ólafsson avaient participé à des tournois des candidats. Vlastimil Hort, Wolfgang Uhlmann, Milan Matulović et Borislav Ivkov étaient qualifiés pour le tournoi interzonal de 1970.
Chaque participant reçut une prime de 400 dollars américains. Bobby Fischer gagna une voiture en tant qu'auteur du meilleur résultat de l'équipe du Reste du monde. Les deuxièmes remplaçants, David Bronstein et Klaus Darga, ne disputèrent aucune partie.
Boris Spassky battit Bent Larsen lors de la deuxième ronde dans une partie célèbre qui fut élue meilleure partie du premier semestre 1970 par l’Informateur d'échecs.
| Éch.              | URSS              | République         | Elo               | R1  | R2 | R3 | R4 | Score | Éch.                        | Reste du monde              | Pays                        | Elo                         | R1  | R2 | R3 | R4 | Score |
| ----------------- | ----------------- | ------------------ | ----------------- | --- | -- | -- | -- | ----- | --------------------------- | --------------------------- | --------------------------- | --------------------------- | --- | -- | -- | -- | ----- |
| 1                 | Spassky           | RSFS de Russie     | 2670              | ½   | 1  | 0  |    | 1,5   | 1                           | Larsen                      | Danemark                    | 2650                        | ½   | 0  | 1  |    | 2,5   |
| 1                 | (Stein)           | ( RSS d'Ukraine)   | (2620)            |     |    |    | 0  | 1,5   | 1                           | Larsen                      | Danemark                    | 2650                        |     |    |    | 1  | 2,5   |
| 2                 | Petrossian        | RSS d'Arménie      | 2650              | 0   | 0  | ½  | ½  | 1     | 2                           | Fischer                     | États-Unis                  | 2720                        | 1   | 1  | ½  | ½  | 3     |
| 3                 | Kortchnoï         | RSFS de Russie     | 2670              | ½   | ½  | 0  | ½  | 1,5   | 3                           | Portisch                    | Hongrie                     | 2630                        | ½   | ½  | 1  | ½  | 2,5   |
| 4                 | Polougaïevski     | RSS de Biélorussie | 2640              | 0   | ½  | ½  | ½  | 1,5   | 4                           | Hort                        | Tchécoslovaquie             | 2610                        | 1   | ½  | ½  | ½  | 2,5   |
| 5                 | Geller            | RSS d'Ukraine      | 2660              | 1   | ½  | ½  | ½  | 2,5   | 5                           | Gligorić                    | Yougoslavie                 | 2580                        | 0   | ½  | ½  | ½  | 1,5   |
| 6                 | Smyslov           | RSFS de Russie     | 2620              | ½   | 1  | 0  |    | 2,5   | 6                           | Reshevsky                   | États-Unis                  | 2590                        | ½   | 0  | 1  |    | 1,5   |
| 6                 | Smyslov           | RSFS de Russie     | 2620              |     |    |    | 1  | 2,5   | 6                           | (Ólafsson)                  | ( Islande)                  | (2560)                      |     |    |    | 0  | 1,5   |
| 7                 | Taïmanov          | RSS d'Ukraine      | 2600              | 1   | 1  | ½  | 0  | 2,5   | 7                           | Uhlmann                     | Allemagne de l'Est          | 2570                        | 0   | 0  | ½  | 1  | 1,5   |
| 8                 | Botvinnik         | RSFS de Russie     | 2640              | 1   | ½  | ½  | ½  | 2,5   | 8                           | Matulović                   | Yougoslavie                 | 2560                        | 0   | ½  | ½  | ½  | 1,5   |
| 9                 | Tal               | RSS de Lettonie    | 2590              | ½   | 0  | 1  | ½  | 2     | 9                           | Najdorf                     | Argentine                   | 2570                        | ½   | 1  | 0  | ½  | 2     |
| 10                | Keres             | RSS d'Estonie      | 2600              | ½   | 1  | ½  | 1  | 3     | 10                          | Ivkov                       | Yougoslavie                 | 2570                        | ½   | 0  | ½  | 0  | 1     |
|                   | (Bronstein)       | ( RSFS de Russie)  | 2570              |     |    |    |    |       |                             | (Darga)                     | ( Allemagne de l'Ouest)     | 2550                        |     |    |    |    |       |
| Total URSS : 20,5 | Total URSS : 20,5 | Total URSS : 20,5  | Total URSS : 20,5 | 5,5 | 6  | 4  | 5  | 20,5  | Total Reste du monde : 19,5 | Total Reste du monde : 19,5 | Total Reste du monde : 19,5 | Total Reste du monde : 19,5 | 4,5 | 4  | 6  | 5  | 19,5  |

## Match de 1984
En 1984, l'équipe d'URSS comprenait le champion du monde en titre Anatoli Karpov et deux anciens champions du monde Vassily Smyslov et Mikhaïl Tal. L'ancien champion du monde Tigran Petrossian, malade, avait été remplacé par Iouri Razouvaïev. L'ancien champion du monde Boris Spassky vivait en France. L'équipe comprenait aussi un joueur qui avait été trois fois candidat aux championnats du monde : Lev Polougaïevski ainsi que le futur champion du monde (en 1985) Garry Kasparov. 
L'équipe du Reste du monde ne comprenait toujours aucun champion du monde car Bobby Fischer s'était retiré. Elle accueillait néanmoins le transfuge Viktor Kortchnoï qui avait participé à deux championnats du monde.
| Éch.            | URSS            | République         | Elo             | R1 | R2 | R3  | R4  | Score | Éch.                      | Reste du monde            | Pays                      | Elo                       | R1 | R2 | R3  | R4  | Score |
| --------------- | --------------- | ------------------ | --------------- | -- | -- | --- | --- | ----- | ------------------------- | ------------------------- | ------------------------- | ------------------------- | -- | -- | --- | --- | ----- |
| 1               | Karpov          | RSFS de Russie     | 2700            | 1  | ½  | ½   | ½   | 2,5   | 1                         | Andersson                 | Suède                     | 2630                      | 0  | ½  | ½   | ½   | 1,5   |
| 2               | Kasparov        | RSS d'Azerbaïdjan  | 2710            | ½  | ½  | ½   | 1   | 2,5   | 2                         | Timman                    | Pays-Bas                  | 2610                      | ½  | ½  | ½   | 0   | 1,5   |
| 3               | Polougaïevski   | RSS de Biélorussie | 2615            | ½  | 0  | ½   |     | 1,5   | 3                         | Kortchnoï                 | Suisse                    | 2635                      | ½  | 1  | ½   |     | 2,5   |
| 3               | (Toukmakov)     | ( RSS d'Ukraine)   | (2550)          |    |    |     | ½   | 1,5   | 3                         | Kortchnoï                 | Suisse                    | 2635                      |    |    |     | ½   | 2,5   |
| 4               | Smyslov         | RSFS de Russie     | 2600            | 0  |    |     | ½   | 2     | 4                         | Ljubojević                | Yougoslavie               | 2635                      | 1  |    |     | ½   | 2     |
| 4               | (Toukmakov)     | ( RSS d'Ukraine)   | (2550)          |    | 1  | ½   |     | 2     | 4                         | Ljubojević                | Yougoslavie               | 2635                      |    | 0  | ½   |     | 2     |
| 5               | Vaganian        | RSS d'Arménie      | 2630            | ½  | ½  | ½   | 0   | 1,5   | 5                         | Ribli                     | Hongrie                   | 2610                      | ½  | ½  | ½   | 1   | 2,5   |
| 6               | Beliavski       | RSS d'Ukraine      | 2565            | 1  | 1  |     |     | 3,5   | 6                         | Seirawan                  | États-Unis                | 2525                      | 0  | 0  |     |     | 0,5   |
| 6               | Beliavski       | RSS d'Ukraine      | 2565            |    |    | ½   | 1   | 3,5   | 6                         | Larsen                    | Danemark                  | 2565                      |    |    | ½   | 0   | 0,5   |
| 7               | (Romanichine)   | ( RSS d'Ukraine)   | (2580)          |    | ½  |     |     | 2,5   | 7                         | Nunn                      | Angleterre                | 2600                      |    | ½  |     |     | 1,5   |
| 7               | Tal             | RSS de Lettonie    | 2620            | ½  |    | 1   |     | 2,5   | 7                         | Nunn                      | Angleterre                | 2600                      | ½  |    | 0   |     | 1,5   |
| 7               | Tal             | RSS de Lettonie    | 2620            |    |    |     | ½   | 2,5   | 7                         | (Chandler)                | ( Angleterre)             | (2515)                    |    |    |     | ½   | 1,5   |
| 8               | Razouvaïev      | RSFS de Russie     | 2500            | ½  | ½  | ½   | ½   | 2     | 8                         | Hübner                    | Allemagne de l'Ouest      | 2620                      | ½  | ½  | ½   | ½   | 2     |
| 9               | Youssoupov      | RSFS de Russie     | 2570            | ½  | ½  | ½   |     | 1,5   | 9                         | Miles                     | Angleterre                | 2615                      | ½  | ½  | ½   |     | 2,5   |
| 9               | (Romanichine)   | ( RSS d'Ukraine)   | (2580)          |    |    |     | 0   | 1,5   | 9                         | Miles                     | Angleterre                | 2615                      |    |    |     | 1   | 2,5   |
| 10              | A. Sokolov      | RSFS de Russie     | 2495            | 0  | 1  |     | 0   | 1,5   | 10                        | Torre                     | Philippines               | 2565                      | 1  | 0  |     | 1   | 2,5   |
| 10              | (Romanichine)   | ( RSS d'Ukraine)   | (2580)          |    |    | ½   |     | 1,5   | 10                        | (Chandler)                | ( Angleterre)             | (2515)                    |    |    | ½   |     | 2,5   |
| Total URSS : 21 | Total URSS : 21 | Total URSS : 21    | Total URSS : 21 | 5  | 6  | 5,5 | 4,5 | 21    | Total Reste du monde : 19 | Total Reste du monde : 19 | Total Reste du monde : 19 | Total Reste du monde : 19 | 5  | 4  | 4,5 | 5,5 | 19    |

## Match de 2002
Le reste du monde s'impose face à la Russie 52 à 48, avec notamment une victoire de Vassili Ivantchouk sur Garry Kasparov.